# Rıdvan Dilmen
Rıdvan Dilmen (ur. 15 sierpnia 1962 w Nazilli) – turecki piłkarz grający na pozycji napastnika. W swojej karierze rozegrał 24 mecze i zdobył 5 goli w reprezentacji Turcji.

## Kariera klubowa
Swoją karierę piłkarską Rıdvan rozpoczął w klubie Sümerspor. Zadebiutował w nim w 1977 roku. W 1979 roku przeszedł do Muğlasporu, a w 1980 roku został zawodnikiem Bolusporu, grającego w pierwszej lidze tureckiej. W sezonie 1980/1981 wystąpił z Bolusporem w przegranym finale Pucharu Turcji z MKE Ankaragücü (1:2, 0:0). W Bolusporze grał do końca sezonu 1982/1983. W 1983 roku przeszedł do klubu Sarıyer GK. Grał w nim do 1987 roku.
Latem 1987 roku Rıdvan został zawodnikiem Fenerbahçe SK ze Stambułu. W sezonie 1988/1989 wywalczył z Fenerbahçe swój jedyny w karierze tytuł mistrza Turcji. Z kolei w sezonach 1989/1990, 1991/1992 i 1993/1994 zostawał z nim wicemistrzem kraju. Swoją karierę zakończył po sezonie 1994/1995.
| Sezon   | Klub          | Kraj   | Rozgrywki | Mecze | Bramki |
| ------- | ------------- | ------ | --------- | ----- | ------ |
| 1977/78 | Sümerspor     | Turcja | 2. Lig    | ?     | ?      |
| 1978/79 | Sümerspor     | Turcja | 2. Lig    | ?     | ?      |
| 1979/80 | Muğlaspor     | Turcja | 1. Lig    | 10    | 3      |
| 1980/81 | Boluspor      | Turcja | Süper Lig | 17    | 12     |
| 1981/82 | Boluspor      | Turcja | Süper Lig | 19    | 5      |
| 1982/83 | Boluspor      | Turcja | Süper Lig | 22    | 3      |
| 1983/84 | Sarıyer GK    | Turcja | Süper Lig | 32    | 4      |
| 1984/85 | Sarıyer GK    | Turcja | Süper Lig | 31    | 11     |
| 1985/86 | Sarıyer GK    | Turcja | Süper Lig | 22    | 7      |
| 1986/87 | Sarıyer GK    | Turcja | Süper Lig | 35    | 7      |
| 1987/88 | Fenerbahçe SK | Turcja | Süper Lig | 33    | 6      |
| 1988/89 | Fenerbahçe SK | Turcja | Süper Lig | 34    | 19     |
| 1989/90 | Fenerbahçe SK | Turcja | Süper Lig | 8     | 1      |
| 1990/91 | Fenerbahçe SK | Turcja | Süper Lig | 13    | 2      |
| 1991/92 | Fenerbahçe SK | Turcja | Süper Lig | 7     | 3      |
| 1992/93 | Fenerbahçe SK | Turcja | Süper Lig | 8     | 0      |
| 1993/94 | Fenerbahçe SK | Turcja | Süper Lig | 3     | 1      |
| 1994/95 | Fenerbahçe SK | Turcja | Süper Lig | 2     | 0      |

## Kariera reprezentacyjna
W reprezentacji Turcji Rıdvan zadebiutował 26 września 1984 roku w przegranym 0:2 towarzyskim meczu z Polską, rozegranym w Słupsku. W swojej karierze grał w: eliminacjach do MŚ 1986, do Euro 88, do MŚ 1990, do Euro 92 i do MŚ 1994. Od 1984 do 1992 roku rozegrał w kadrze narodowej 24 mecze i strzelił 5 bramek.

## Kariera trenerska
Po zakończeniu kariery piłkarskiej Rıdvan został trenerem. Pracował w takich klubach jak: Vanspor, Fenerbahçe SK, Altay SK, Adanaspor i Karşıyaka SK.